# Max Anderson (giocatore di football americano)
Max Arthur Anderson (Stockton, 6 giugno 1945) è un ex giocatore di football americano statunitense che ha militato nel ruolo di running back per tutta la carriera con i Buffalo Bills della American Football League (AFL).

## Carriera
Al college Anderson giocò a football ad Arizona State. Fu scelto dai Buffalo Bills nel corso del quinto giro (132º assoluto) del Draft NFL 1968. Giocò due stagioni con la squadra, la migliore delle quali fu la prima, in cui corse 525 yard e segnò due touchdown. Tornò nel roster di Buffalo nel 1971 ma non scese mai in campo, chiudendo la carriera.